# Heterofobie
Heterofobia (din greaca veche ἕτερος, héteros – diferit, altă parte și φόβος, phóbos – fobie, teamă), este un neologism care se referă la frica de persoane străine (sau de alta cultură sau etnie), sau frica de persoane de sex opus. Termenul a apărut în anii ’90 ai secolului al XX-lea.

## Alte noțiuni ale termenului
În sexologie unele surse definesc heterofobia ca frica față de reprezentanții sexului opus și a relațiilor sexuale heterosexuale.
Dicționarul de sexualitate de Francoeur din anul 1995 califică heterofobia ca frică față de persoanele de sex opus.
În sociologie prin „heterofobie” se înțelege frica față de ceva străin.